# Lago Pico Número Dos
El lago Pico Número Dos es un lago de origen glaciar ubicado en el departamento Tehuelches, provincia del Chubut, Argentina. Pertenece a la cuenca del río Carrenleufú/Palena, que desagüa en el Pacífico.

## Toponimia
El lago debe su nombre al ingeniero Octavio Pico Burgess (1837-1892), en honor a su tarea como perito en el conflicto limítrofe entre Argentina y Chile.

## Características
Lago Pico Número Dos se ubica a 5 kilómetros al sur del lago Pico Número Uno, y 6 km al norte de la frontera con Chile. Tiene una orientación este-oeste. El lago es navegable.
Además, tiene una forma de V con dos brazos de los cuales se produce la unión al sur. El brazo oriental está mucho más desarrollado que el brazo occidental.
Su emisario se origina en el extremo norte del brazo oriental y se dirige hacia el oeste-suroeste. Converge en la margen derecha del río Nelson, un afluente en la margen izquierda del río Pico/Figueroa, en sí mismo un afluente del río Carrenleufú.